# Giornata mondiale della pace
La Giornata mondiale della pace è una ricorrenza, celebrata dalla Chiesa cattolica, che cade il 1º gennaio di ogni anno. Scopo della Giornata è dedicare il giorno di Capodanno alla riflessione ed alla preghiera per la pace.
La ricorrenza è stata istituita da papa Paolo VI con un messaggio datato 8 dicembre 1967 ed è stata celebrata per la prima volta il 1º gennaio 1968.
Da quell'anno il Pontefice della Chiesa cattolica invia ai capi delle nazioni e a tutti gli uomini di buona volontà un messaggio che invita alla riflessione sul tema della pace.
La Giornata Mondiale della Pace è stata istituita anche dall'Assemblea generale delle Nazioni Unite nel 1981, con Risoluzione A/RES/36/67, con l’obiettivo di rafforzare la volontà di pace tra le nazioni e i popoli. Dal 2001 le celebrazioni per la pace sono state fissate per il giorno 21 settembre di ogni anno, tramite la Risoluzione A/RES/55/282, ed è stato convenuto che questa sarebbe stata la giornata in cui sospendere tutte le ostilità e la violenza nel mondo.

## Storia
Il discorso di Paolo VI iniziò con un saluto e il richiamo storico ai valori della Pax romana, "fondata sull'universale estensione dell'eguaglianza dei diritti dei suoi cittadini, fieri e liberi", rivolse un appello alla tregua e al dialogo per l'incipiente Guerra del Vietnam, concludendosi con una Preghiera per la Pace nel Mondo.

Il documento afferma:
(Paolo VI, Omelia per la prima celebrazione della «Giornata della pace», 1º gennaio 1968)

## Titolo dei vari messaggi

### Paolo VI
Papa Paolo VI ha celebrato le seguenti giornate mondiali per la pace:
- 1968 - I giornata mondiale della pace

(Paolo VI)
- 1969 - II giornata mondiale della pace - La promozione dei diritti dell'uomo, cammino verso la pace
- 1970 - III giornata mondiale della pace - Educarsi alla pace attraverso la riconciliazione
- 1971 - IV giornata mondiale della pace - Ogni uomo è mio fratello
- 1972 - V giornata mondiale della pace - Se vuoi la pace, lavora per la giustizia
- 1973 - VI giornata mondiale della pace - La pace è possibile
- 1974 - VII giornata mondiale della pace - La pace dipende anche da te
- 1975 - VIII giornata mondiale della pace - La riconciliazione via alla pace
- 1976 - IX giornata mondiale della pace - Le vere armi della pace
- 1977 - X giornata mondiale della pace - Se vuoi la pace, difendi la vita
- 1978 - XI giornata mondiale della pace - No alla violenza, sì alla pace

### Giovanni Paolo II
Papa Giovanni Paolo II ha celebrato le seguenti giornate mondiali per la pace:
- 1979 - XII giornata mondiale della pace - Per giungere alla pace educare alla pace
- 1980 - XIII giornata mondiale della pace - La verità, forza della pace
- 1981 - XIV giornata mondiale della pace - Per servire la pace rispetta la libertà
- 1982 - XV giornata mondiale della pace - La pace dono di Dio affidato agli uomini
- 1983 - XVI giornata mondiale della pace - Il dialogo per la pace una sfida per il nostro tempo
- 1984 - XVII giornata mondiale della pace - La pace nasce da un cuore nuovo
- 1985 - XVIII giornata mondiale della pace - La pace e i giovani camminano insieme
- 1986 - XIX giornata mondiale della pace - La pace è un valore senza frontiere: Nord-Sud, Est-Ovest: una sola pace
- 1987 - XX giornata mondiale della pace - Sviluppo e solidarietà, chiavi della pace
- 1988 - XXI giornata mondiale della pace - La libertà religiosa, condizione per la pacifica convivenza
- 1989 - XXII giornata mondiale della pace - Per costruire la pace rispettare le minoranze
- 1990 - XXIII giornata mondiale della pace - Pace con Dio creatore, pace con tutto il creato
- 1991 - XXIV giornata mondiale della pace - Se vuoi la pace rispetta la coscienza di ogni uomo
- 1992 - XXV giornata mondiale della pace - I credenti uniti nella costruzione della pace
- 1993 - XXVI giornata mondiale della pace - Se cerchi la pace, va' incontro ai poveri
- 1994 - XXVII giornata mondiale della pace - Dalla famiglia nasce la pace della famiglia umana
- 1995 - XXVIII giornata mondiale della pace - Donna: educatrice alla pace
- 1996 - XXIX giornata mondiale della pace - Diamo ai bambini un futuro di pace
- 1997 - XXX giornata mondiale della pace - Offri il perdono, ricevi la pace
- 1998 - XXXI giornata mondiale della pace - Dalla giustizia di ciascuno nasce la pace per tutti
- 1999 - XXXII giornata mondiale della pace - Nel rispetto dei diritti umani il segreto della pace vera
- 2000 - XXXIII giornata mondiale della pace - "Pace in terra agli uomini che Dio ama!"
- 2001 - XXXIV giornata mondiale della pace - Dialogo tra le culture per una civiltà dell'amore e della pace
- 2002 - XXXV giornata mondiale della pace - Non c'è pace senza giustizia, non c'è giustizia senza perdono
- 2003 - XXXVI giornata mondiale della pace - "Pacem in terris": un impegno permanente
- 2004 - XXXVII giornata mondiale della pace - Un impegno sempre attuale: educare alla pace
- 2005 - XXXVIII giornata mondiale della pace - "Non lasciarti vincere dal male, ma vinci con il bene il male"

### Benedetto XVI
Papa Benedetto XVI ha celebrato le seguenti giornate mondiali per la pace:
- 2006 - XXXIX giornata mondiale della pace - Nella verità, la pace.[4]

(Benedetto XVI)
- 2007 - XL giornata mondiale della pace - La persona umana, cuore della pace.[5]
- 2008 - XLI giornata mondiale della pace - Famiglia umana, comunità di pace.[6]
- 2009 - XLII giornata mondiale della pace - Combattere la povertà, costruire la pace.[7]

(Benedetto XVI)
- 2010 - XLIII giornata mondiale della pace - Se vuoi coltivare la pace, custodisci il creato.[8]

(Benedetto XVI)
- 2011 - XLIV giornata mondiale della pace - Libertà religiosa, via per la pace.[9]
- 2012 - XLV giornata mondiale della pace - Educare i giovani alla giustizia e alla pace.[10]
- 2013 - XLVI giornata mondiale della pace - Beati gli operatori di pace.[11]

### Francesco
Papa Francesco ha celebrato le seguenti giornate mondiali per la pace:
- 2014 - XLVII giornata mondiale della pace - Fraternità, fondamento e via per la pace.[12]
- 2015 - XLVIII giornata mondiale della pace - Non più schiavi ma fratelli[13].
- 2016 - XLIX giornata mondiale della pace - Vinci l'indifferenza e conquista la pace.[14]
- 2017 - L giornata mondiale della pace - La nonviolenza: stile di una politica per la pace.[15]
- 2018 - LI giornata mondiale della pace - Migranti e rifugiati: uomini e donne in cerca di pace.[16]
- 2019 - LII giornata mondiale della pace - La buona politica è al servizio della pace.[17]
- 2020 - LIII Giornata Mondiale della Pace - La Pace come cammino di speranza: dialogo, riconciliazione e conversione ecologica.[18]
- 2021 - LIV Giornata Mondiale della Pace - La cultura della cura come percorso di pace. [19]
- 2022 - LV Giornata Mondiale della Pace - Dialogo fra generazioni, educazione e lavoro: strumenti per edificare una pace duratura. [20]
- 2023 - LVI Giornata Mondiale della Pace - Nessuno può salvarsi da solo. Ripartire dal Covid-19 per tracciare insieme sentieri di pace.[21]
- 2024 - LVII Giornata Mondiale della Pace - Intelligenza artificiale e pace.[22]
- 2025 - LVIII Giornata Mondiale della Pace - Rimetti a noi i nostri debiti, concedici la tua pace.[23]